# Typkommando
Ein Typkommando ist ein Gliederungselement in Seestreitkräften, in dem Seekriegsmittel gleicher oder ähnlicher Typen zusammengefasst werden. Die Typkommandos bilden gemeinsam die Typorganisation einer Marine, die sich von der Einsatzorganisation (engl. Task Organisation) unterscheiden kann.
In der Bundesmarine gab es eine Anzahl von Typkommandos, die mehrfach umbenannt und schließlich als Flottillen bezeichnet wurden. Dazu gehörten unter anderem die Zerstörerflottille, die Flottille der Marineflieger, die Ubootflottille, die Flottille der Marineführungsdienste und die Schnellbootflottille. Mit der Aufstellung der Einsatzflottillen 1 und 2 wurde die Typorganisation in der deutschen Marine 2006 im Wesentlichen aufgegeben.
Die United States Navy fasst ihre Marineflieger, Überwasserstreitkräfte und U-Boote in den Bereichen Atlantik und Pazifik jeweils in type commands zusammen. Hinzu kommen das Naval Network Warfare Command und das Navy Expeditionary Combat Command, die beide dem United States Fleet Forces Command unterstehen.